# Unione Sportiva Lecce 1969-1970
Questa voce raccoglie le informazioni riguardanti l'Unione Sportiva Lecce nelle competizioni ufficiali della stagione 1969-1970.

## Divise
| Casa | Casa (2ª versione) |  |

## Rosa
| N. |                   | Ruolo | Calciatore         |
| -- | ----------------- | ----- | ------------------ |
|    | Italia (bandiera) | P     | Ezio Candido       |
|    | Italia (bandiera) | P     | Gabriele Menozzi   |
|    | Italia (bandiera) | D     | Franco Dolza       |
|    | Italia (bandiera) | D     | Domenico Virgolini |
|    | Italia (bandiera) | D     | Giampiero Imperi   |
|    | Italia (bandiera) | D     | Salvatore Di Somma |
|    | Italia (bandiera) | D     | Antonio Tornese    |
|    | Italia (bandiera) | D     | Vittorio Guzzo     |
|    | Italia (bandiera) | D     | Sani               |
|    | Italia (bandiera) | C     | Luigi Cappanera    |
|    | Italia (bandiera) | C     | Giuseppe Materazzi |

| N. |                    | Ruolo | Calciatore           |
| -- | ------------------ | ----- | -------------------- |
|    | Italia (bandiera)  | C     | Giuseppe Carrassi    |
|    | Italia (bandiera)  | C     | Angelo Cesana        |
|    | Italia (bandiera)  | C     | Giuseppe Comite      |
|    | Brasile (bandiera) | C     | Francisco De Mecenas |
|    | Italia (bandiera)  | C     | Villa                |
|    | Italia (bandiera)  | A     | Tiziano Frieri       |
|    | Italia (bandiera)  | A     | Ennio Fiaschi        |
|    | Italia (bandiera)  | A     | Rino Mellina         |
|    | Italia (bandiera)  | A     | Sandro Crispino      |
|    | Italia (bandiera)  | A     | Angelo Mammì         |
|    | Italia (bandiera)  | A     | Pier Luigi Galli     |

## Fonte
- WLecce.it.